# Procladius brunettii
Procladius brunettii är en tvåvingeart som först beskrevs av Jean-Jacques Kieffer 1911.  Procladius brunettii ingår i släktet Procladius och familjen fjädermyggor. Inga underarter finns listade i Catalogue of Life.